# Утилизация человеческих трупов
Утилизация человеческих трупов (минерализация трупов) — это практика и процесс обращения с останками умершего человека (трупа), важным фактором которых является то, что мягкие ткани разлагаются относительно быстро, в то время как скелет может оставаться нетронутым в течение тысяч лет.
Применяется несколько методов утилизации мёртвых тел. Древнейшие из них включают кремацию (практиковалась римлянами, греками, индуистами и некоторыми майя); захоронения (практикуемые китайцами, японцами, евреями, христианами и мусульманами, а также некоторыми майя); мумификацию (вид бальзамирования, практикуемый древними египтянами) и воздушное захоронение (к ним относится дахма, практикуемая тибетскими буддистами, монголами и зороастрийцами). Одним из наиболее современных методов утилизации является крионика, хотя она до сих пор редко используется.
В некоторых культурах мёртвых помещают в гробы и гробницы разного рода на специально отведённых участках земли. Захоронение на кладбище — одна из распространённых форм такого подхода. В некоторых местах захоронения нецелесообразны из-за слишком высокого уровня грунтовых вод; поэтому гробницы размещают над землёй, как это имеет место в США в Новом Орлеане, штат Луизиана. Величественные надземные гробницы называются мавзолеями, в них обычно хоронят социально значимых и богатых людей. Некоторые выдающиеся личности иногда имели привилегию быть погребёнными в церковных склепах, однако в последнее время это стало запрещаться из соображений гигиены. Не всегда захоронение остаётся в нетронутом состоянии. В некоторых местах приходится повторно использовать землю из-за ограниченности земного пространства. В этом случае, после того как тело разложилось до скелета, кости извлекаются и помещаются в оссуарий, после чего земля снова используется для захоронений.
В числе других редких видов утилизации трупов используют: погребение в море, компостирование, растворение, захоронение в космосе. Особые условия существуют для утилизация тел погибших в чрезвычайных ситуациях.
Как правило, утилизация человеческих тел сопровождается различными погребальными обрядами, в зависимости от религии и культуры.